# Magyarország földrajzi középpontja Természetvédelmi Terület

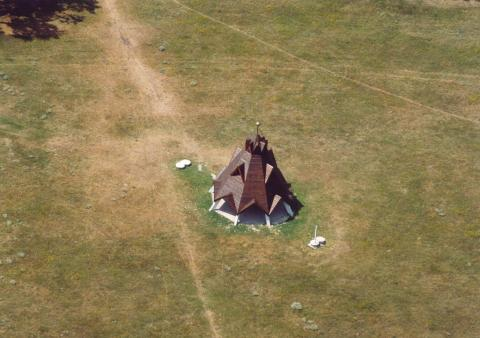
A pusztavacsi jeltorony a levegőből

Magyarország földrajzi középpontja Pusztavacs központjától mintegy 1 kilométerre északkeletre található. A hozzá tartozó, a Duna–Ipoly Nemzeti Park részét képező természetvédelmi terület kiterjedése 4,6 hektár, ingatlan-nyilvántartási helyrajzi száma: Pusztavacs 029/2.
A terület a község központjától egy nem túl jó állapotú, de szinte végig szilárd burkolatú úton közelíthető meg. Érdekesség, hogy közvetlenül mellette húzódik a 4601-es út, mely hajdan szinte nyílegyenes irányban kötötte össze Nagykőröst Budapesttel, de itteni szakasza időközben jelentéktelen földúttá zsugorodott.

## A jeltorony
Az északi szélesség 47 fok 11 perc és a keleti hosszúság 19 fok 30 perc metszéspontjában épült tornyot Kerényi József Péter építész tervezte. A jeltorony egy 11 méter magas, nyolcszögű gúla vasbeton vázon vörösfenyő deszkafedéssel. Tetején aranyszínű félgömbön álló toronycsúcs jelöli a pontot. A napóra Gáti Gábor szobrász munkája.
Magyarország jellemző pontjai között az ország közepét a Magyar Természetjáró Szövetség is megjelölte faragott tölgyfa oszlopon álló bronz jelvénnyel. A jelvény kör alakú, zöld mezőben fehér színű Magyarországon piros pont jelzi a nevezetes helyet. A rajz háttere aranyszínű szélrózsa.

## Földrajzi középpontok

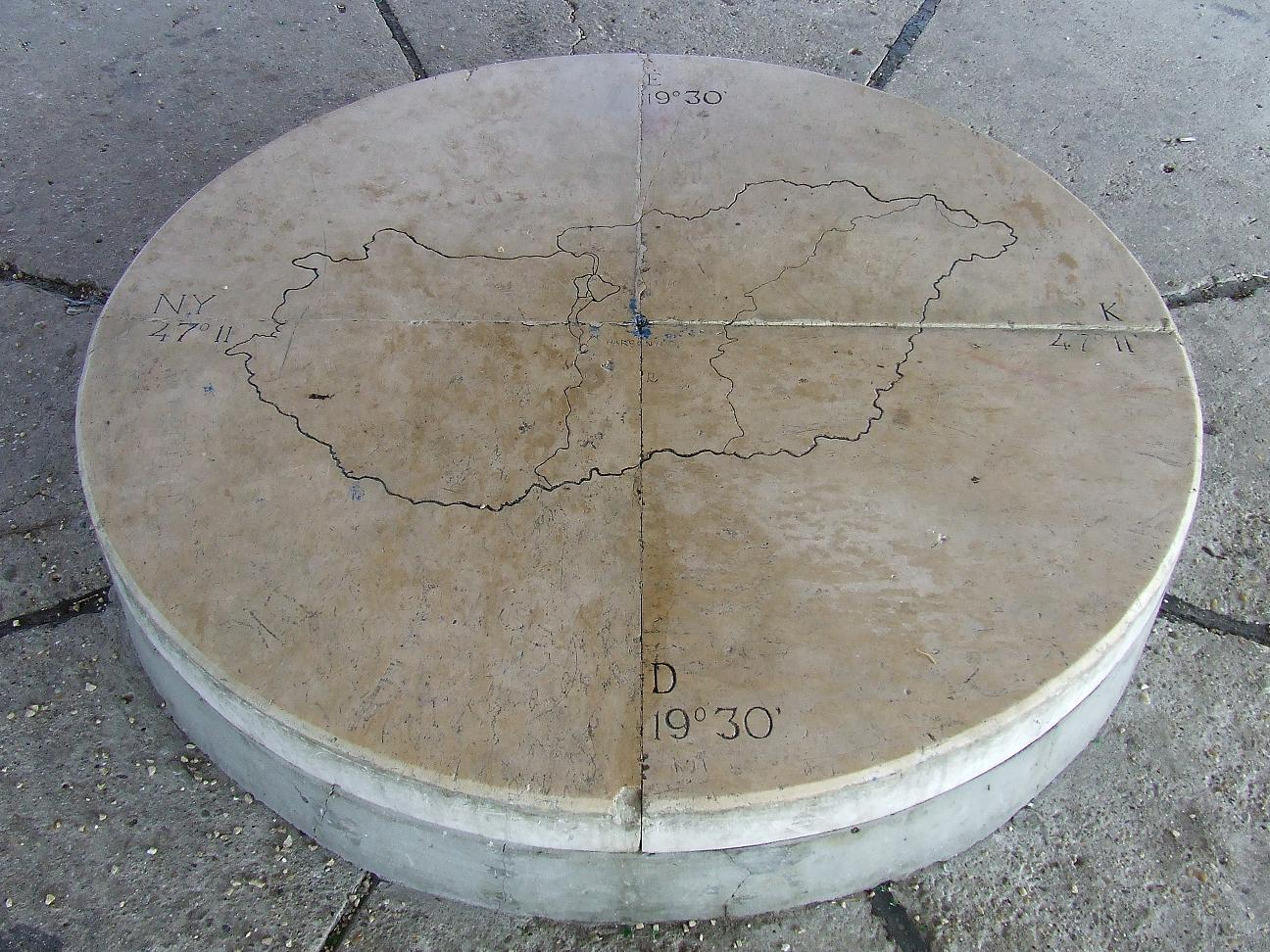
Jelzőkő Pusztavacson

A trianoni békeszerződés és a második világháborút lezáró békeszerződés után kialakult országhatárral létrejött Magyarország földrajzi középpontja az északi szélesség 47. fok 11. percén, és a keleti hosszúság 19. fok 30. percén található. [Némileg más megállapításra jutott ezzel kapcsolatban dr. Telbisz Tamás (ELTE TTK Természetföldrajzi Tanszék), aki 2019-ben a számára elérhető legmodernebb térinformatikai rendszerben újra elvégezte a szükséges számításokat, melyekből azt a következtetést vonta le, hogy a földrajzi középpont Hernádon található, a falu egyik szélső utcájától (Lehel út) pár száz méterre, a jelenlegi jeltoronytól nyugat-délnyugati irányban 8,4 km-re. (koordinátái: é. sz. 47° 10′ 06″, k. h. 19° 23′ 44″47.168333°N 19.395556°E)
Általános nemzetközi gyakorlat, hogy az országok középpontját az erre illetékes szervek megjelölik. Magyarország földrajzi középpontjának megjelölésére az állami és társadalmi szervek részéről tapasztalható érdeklődés nyomán vállalkozott az Országos Környezet- és Természetvédelmi Hivatal. Pusztavacs, Magyarország földrajzi középpontja az utóbbi évtizedben egyre növekvő számú természetjárót vonzott. A középpont az Országos Környezet- és Természetvédelmi Hivatal által felállított jeltoronnyal vált igazán vonzó turisztikai célponttá. A jeltorony a pontszerű megjelölésen túl a természettudományi ismeretterjesztést is szolgálja, mint laikusok számára is használható csillagászati földrajzi megfigyelőhely. A középpont környezete felszínalaktani és tájképi szempontból egyaránt zavartalan, az országra elsődlegesen jellemző síkvidéki terület. Magyarország földrajzi középpontja koordinátáinak megállapítását, valamint geodéziai kitűzését a Földmérési Intézet és a Kartográfiai Vállalat (dr. Zombai Pál) végezte el az 1960-as években. 
A számítási módszer nagyon leegyszerűsítve az volt, hogy az országhatár legkeletibb, legnyugatibb, legészakibb és legdélibb pontját érintő téglalap átlóinak metszésénél állapították meg a középpontot. Ez valójában Pusztavacs mellett egy laktanya területén van, a jelenlegi jeltoronytól délnyugati irányban 2800 méterre, ám nyilvánvaló volt, hogy a Magyar Honvédség Veszélyesanyag Ellátó Központjában nem lehet látogatóközpontot nyitni, ezért esett a választás egy alkalmasabb, közeli területre. Ennek védetté nyilvánításával a megelőző tárgyaláson az érdekelt hatóságok és szervek egyetértettek; ellentétes vélemény, illetve a természetvédelmi előírásokkal szembeni tényező az eljárás során nem merült fel.
Az első földrajzi középpontot Dikaiarkhosz (i. e. 336-296) alkotta, aki Arisztotelész tanítványa volt. A III. Alexandrosz makedón király hódításai nyomán kelet felé jelentősen kitágult „oikumenéről” (az ismert világról) szerkesztett térképet. Alexandrosz útjaira lépésmérőket (bemmatista) vitt magával, így meglehetősen pontos távolságadatokat tudott térképére felvinni. Az adatokból az adódott, hogy a lakott világ kelet-nyugati kiterjedése másfélszerese az észak-délinek. A nagyjából téglalap alakú területet két vonallal négy egyenlő nagyságú részre osztotta. A Héraklész oszlopai között (Gibraltári-szoros) áthaladó, egyenlítővel párhuzamos vonal észak-déli, a Lüszimakheia és Sziene városokat összekötő meridián kelet-nyugati irányban osztotta két egyenlő részre a világot. A két vonal metszéspontja – a világ közepe – Rodosz szigetére esett. Ez tekinthető a földrajzi fokhálózat ősének. 

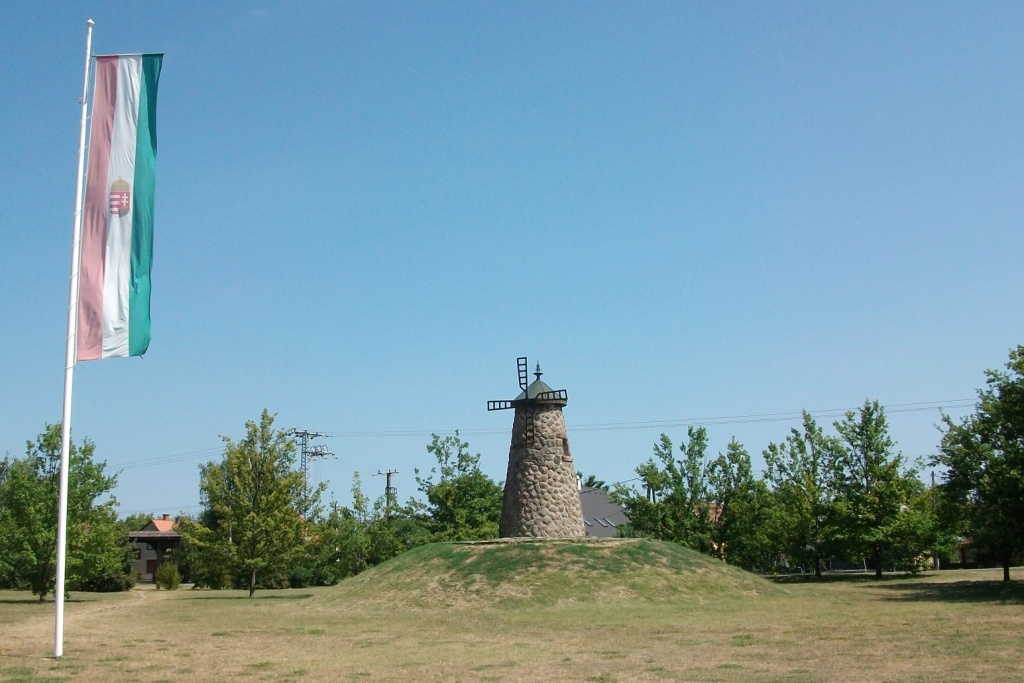
A Magyar Királyság földrajzi középpontját jelölő szélmalom Szarvason

A történelmi Magyar Királyság középpontjának helyét 1880-ban mérték ki Szarvas közelében. Mihálfi József főgimnáziumi tanár 1880-ban kiszámította, hogy a Kárpát-medence földrajzi közepe Szarvas térségébe esik. A helyiek rendkívüli fontosságot tulajdonítottak a dolognak, amit a kornak megfelelő eszközök segítségével büszkén népszerűsítettek. A Nagy-Magyarország mértani középpontját jelző Kreszan-féle szélmalmot azonban száz évvel ezelőtt lebontották, helyét sokáig mindössze egy malomkő jelölte. A jelenlegi szélmalmot Gödri István tervei alapján 1940-ben készítették el. 1932-ben újra felmérték a Magyar Királyság földrajzi középpontját. Az ekkor korrigált országközéppont az eredetitől fél kilométerrel távolabbra került, a szarvasi arborétummal szemben fekvő területre, a Holt-Körös és a Zöldpázsit-körgát közé. A kijelölt pontra egy dombot és egy szélmalom formájú emlékművet építettek, terméskőből. 2000. augusztus 18-án felavatták a Szarvasi Történelmi Emlékutat, amely Szarvas központjából a történelmi Magyarország régi mértani középpontjához vezet. Az emlékutat szegélyező emlékműveket Lestyán-Goda János fafaragó művész készítette.
Az Osztrák–Magyar Monarchia Térképészeti Intézete 1887-ben Európa közepét a kontinensünk széleit érintő hosszúsági és szélességi körök felezővonalainak metszéspontjaként határozta meg. Ez az obeliszkkel megjelölt pont a mai Kárpátalján, a Tisza partján található, Aknaszlatina és Rahó között , Terebesfehérpatak (Gyilove) határában, egy völgyben húzódó kocsiút szélén (koordinátái: é. sz. 48,30°, k. h. 23,23°48.300000°N 23.230000°E).